# One (canção de Metallica)
"One" é uma música da banda americana de heavy metal Metallica, lançada como o terceiro e último single do quarto álbum de estúdio da banda,...And Justice for All (1988). A música foi vencedora do Grammy Award.

## A música
"One" foi escrito em novembro de 1987 pelos principais compositores do Metallica - o guitarrista e vocalista James Hetfield e pelo baterista Lars Ulrich. A canção foi lançada em 1989 como o segundo single retirado do álbum (o primeiro foi "Harvester of Sorrow" nos Estados Unidos e "... And Justice for All" na Europa).
Durante os primeiros 17 segundos da canção, há uma série de efeitos sonoros com um tema de batalha, uma barragem de artilharia e helicópteros são ouvidos até que, por cima, é iniciado um solo de James Hetfield e Kirk Hammett de forma lenta e gradativa. A música acelera após a entrada da bateria de Ulrich e continua assim até o coro, quando as guitarras se tornam pesadas e distorcidas, antes de voltarem a soar limpas. Há um segundo solo de Hammett no meio da música, antes da entrada da letra, e a música gradualmente fica mais pesada e rápida até o uso de uma bateria de dois bumbos, antes do final muitas vezes altamente elogiado, o solo de Hammett, e um solo final da dupla Hammett e Hetfield. A canção contém marcações de tempo diferentes. Começa em 4/4 (com uma medida ocasional em 2/4). Em seguida, desloca-se para 3/4. Após os versos e refrões, se desloca para 6/4. A parte do contrabaixo fica em 2/2 (double-time) até o fim.
Em 1991, James Hetfield disse, à revista Guitar World, que escreveu a canção de abertura em modulação AG baseado na canção do Venom "Buried Alive".
| “ | Eu estive brincando com essa modulação A-G por um longo período. A ideia para a abertura veio de uma canção do Venom intitulada "Buried Alive". A parte de metralhadora de bumbo perto do final não foi escrita com os versos sobre guerra em mente, ela surgiu naturalmente. Nós começamos o álbum com Mike Clink como produtor. Ele não deu muito certo, então chamamos Flemming para salvar nossa pele. | ” |

## Conceito
A música é baseada no romance de 1939 Johnny Vai à Guerra, de Dalton Trumbo, que narra a história de um soldado cujo corpo é severamente danificado depois que ele é atingido pela artilharia alemã durante a Primeira Guerra Mundial. Seus braços, pernas, olhos, boca, nariz e orelhas se foram e ele não pode ver, falar, cheirar ou ouvir, porém a sua mente funciona perfeitamente, deixando-o preso em seu próprio corpo. O livro foi suspenso de impressão por muitos anos durante a Segunda Guerra Mundial e a Guerra Fria. Trumbo dirigiu a adaptação para o cinema em 1971, da qual foram extraídas as imagens que foram utilizadas no videoclipe de "One".

## Performance Ao Vivo
"One" é a música favorita de muitos fãs de Metallica e, portanto, é praticamente obrigatória nas apresentações ao vivo da banda. Quando tocada ao vivo, a música, geralmente, é tocada com guitarras sintonizadas por um semitom (uma fixação permanente de seus trabalhos de estúdio e ao vivo desde a era pós-Black Album, com excepção do Death Magnetic no caso do primeiro) e é precedido de pirotecnia e dos mesmos sons de guerra de metralhadoras e bombas explodindo da versão gravada. A música também foi destaque no S&M - álbum de performances ao vivo, em colaboração com a Orquestra Sinfônica de São Francisco, conduzida por Michael Kamen.

## Vídeo
"One" foi a primeira música do Metallica que contou com um vídeo. O videoclipe, dirigido por Bill Pope e Salomon Michael, estreou na MTV em 20 de janeiro de 1989. O vídeo, filmado em Long Beach, na Califórnia, é quase inteiramente em preto e branco, e apresenta a banda tocando a música em um armazém. Ele apresenta o diálogo e várias cenas do filme Johnny Got His Gun. Timothy Bottoms pode ser visto no papel de Joe Bonham, o personagem principal do romance.
Três versões do vídeo de "One" foram feitas: a primeira (a versão mais longa do álbum) continha cenas do filme e da banda. A segunda foi, simplesmente, uma versão abreviada do primeiro. Na terceira, foram retiradas as cenas do filme.
Como muitos vídeos de outras músicas do Metallica, "One" coloca grande ênfase no desempenho dos membros da banda como músicos, com muitos cortes nos efeitos de James Hetfield, nas mãos de Jason Newsted e nos dedilhados e deslizamentos de Hammett. O vídeo apresenta os integrantes da banda de uma forma tipicamente Metallica: tocando como se fosse um ensaio, em uma espécie de armazém, em torno do conjunto de bateria de Ulrich, vestindo-se com roupas casuais e com cabelo desgrenhado pelo tempo.
No vídeo da música, pode ser visto claramente que ambos, Hetfield e Kirk Hammett, estão usando guitarras ESP. É claro também que Newsted usa os dedos para tocar baixo no início da canção, mas depois muda para o uso da palheta.
Duas das três versões do "One" são apresentadas no vídeo da "2 of One", um DVD lançado em 1 de julho de 1990, e ambas seriam novamente apresentadas num DVD de 2006 com uma compilação de vídeos da banda.
O vídeo da música foi classificado em 38° no Rock on the Net: MTV: 100 Greatest Music Videos e foi número 1 no Fuse's No. 1 Countdown: Rock and Roll Hall of Fame Special Edition.

## Desempenho nas paradas musicais
| Parada musical (1989–1994)                     | Posição |
| ---------------------------------------------- | ------- |
| Austrália (ARIA)                               | 5       |
| Bélgica (Ultratop 50 de Flandres)              | 23      |
| Finland (Suomen virallinen lista)              | 1       |
| O campo songid é OBRIGATÓRIO PARA PARADA ALEMÃ | 31      |
| Ireland (IRMA)                                 | 12      |
| Países Baixos (Dutch Top 40)                   | 3       |
| Nova Zelândia (Recorded Music NZ)              | 13      |
| Noruega (VG-lista)                             | 4       |
| Spain (AFYVE)                                  | 14      |
| Suécia (Sverigetopplistan)                     | 3       |
| Suíça (Schweizer Hitparade)                    | 22      |
| UK Singles (Official Charts Company            | 13      |
| U.S. Billboard Hot 100                         | 35      |

## Cover
- Foi feito um cover pela banda "Crematory" no CD "Tribute To The Four Horsemen" e também em seu álbum "Revolution"
- No tributo da MTV, MTV Icons Metallica a banda Korn fez um cover. Esta versão cover é caracterizada como uma faixa escondida no álbum de 2003 "Take a Look in the Mirror" e seu álbum "Live And Rare". No entanto, a versão de "One" do Korn foi encurtada para pouco mais de quatro minutos, como a maioria das performances na MTV ícones, faltando da segunda metade da canção para frente, incluindo o solo de guitarra final. Frequentemente é usado como ponte em shows ao vivo como uma espécie de finalização para a música "Shoots and Ladders", no entanto, a partir de 2009, "Fake" geralmente termina usando "One" como finalização.
- Apocalyptica em seu álbum Inquisition Symphony.
- Sonata Arctica, banda de symphonic power metal  em suas performances ao vivo
- Jonathan Davis do Korn e Daron Malakian do System of a Down nos vocais e guitarras, respectivamente, tocaram com Jason Newsted, Kirk Hammett, e Lars Ulrich para uma performance ao vivo de "One" em sua totalidade em julho de 2000 em um show em Sparta, Kentucky.
- Pela banda alemã de thrash metal Dispatched.
- Por Die Krupps, uma banda alemã de rock/EBM Industrial.
- Pela Banda Brasileira Seven Sins, em 1995 no álbum HipBurning
- Pela dupla de violonistas mexicanos Rodrigo y Gabriela, contida no álbum Live: Manchester and Dublin, de 2004.

## Outras Aparições
- No Game "Guitar Hero III: Legends of Rock", e apareceu novamente em "Guitar Hero: Metallica".
- Numa adaptação do filme "Johnny Got His Gun", relançada em 2008.
- É amostrada na canção "Like This" em Feed the Animals, o álbum de 2008 pelo artista Girl Talk.
- É mostrado no inicio do trailer de Justiceiro pela Netflix, com o protagonista ensinando sua filha a tocar em violão

## Honras
- "One" foi votado como a 7° entre o "100 Greatest Guitar Solos"[13] de todos os tempos pelos leitores da Guitar World, colocado entre "November Rain" do Guns N'Roses (6°) e "Hotel California" pela banda Eagles (8º).
- Em 2009, "One" foi votado pelos ouvintes da rádio "The Rock" da Nova Zelândia como a canção de rock de todos os tempos.[14]
- "One" foi eleita a 50°melhor música da história pela Radio Futuro do Chile.[15]

## Créditos
- James Hetfield - vocal, guitarra rítmica
- Kirk Hammett - guitarra solo
- Jason Newsted - baixo, backing vocal
- Lars Ulrich - bateria